# Jaap Staal
Jaap Staal (Amsterdam, 10 oktober 1932 – Zutphen, 8 augustus 2024) was een Nederlandse schaker.

## Carrière
Staal leerde het schaken van zijn vader en in 1950 was hij jeugdkampioen van Amsterdam. Later speelde hij bij Charlois I welke vereniging in 1969 en 1973 kampioen van Nederland was. In 1954 stapte hij over naar het correspondentieschaak en in 1963 was hij Nederlands kampioen correspondentieschaak. In 1986 verkreeg hij de titel internationaal (correspondentie)schaakmeester van de wereldcorrespondentieschaakorganisatie (ICCF}. Hij was tot op hoge leeftijd nog actief in het bordschaak: in 2003 werd hij senioren kampioen van de Rotterdamse Schaakbond (RSB).
Staal was conrector en leraar Nederlands en geschiedenis op het vwo in Brielle. In 2018 publiceerde hij een bundel kinderverhalen.
Hij overleed op 91-jarige leeftijd.